# Больверк
Больверк, болверк или больворок (от нем. Bollwerk — укрепление) — инженерное гидротехническое сооружение (деревянная подпорная стена), предназначенное для защиты морского берега от разрушающего действия волн, а также один из видов фортификационных сооружений.
В XVIII веке так именовались также специальные бастионы (раскат, бастион), однако в военном деле этот термин уже практически не используется и лишь изредка встречается в историко-технической литературе.

… А бастион при Петре В., и довольно долго потом, назывался у нас немецким названием: болверк. (Bollwerk) которое русские люди переделали в болгорк, как писалось в официальных даже бумагах. …— Н. К. Чупин, Географический и статистический словарь Пермской губернии.

## Больверк в гидротехнике
Больверки строятся с крутыми или пологими береговыми откосами, а также существуют одновременно и с крутыми, и с пологими, и в этом случае называются смешанными больверками.
- Больверками с пологим откосом называют те, у которых на одну высоту дано от 3 до 10 высот в основании. Они располагаются параллельно берегу и состоят из земляной насыпи или каменной отсыпи, одетой с лица крупными камнями, хорошо пригнанными и величиною не менее двух третей высоты волны. Подошву откоса закругляют несколько кверху для сопротивления подмыву бурунов[9]. Для того чтобы буруны не подымались до верха сооружения или не перекатывались через него, откосы выводятся не по прямой, а по вогнутой кривой. Наверху делают берму, отмощенную крупным камнем, и выводят парапет, настолько удаленный от верха откоса, чтобы вершина его была ниже продолжения линии откоса, если последний прямолинейный. Ряд горизонтальных уступов, перемежающихся с откосами в 3 основания на 1 высоту той же длины, как и уступы, хорошо разбивает волны и уменьшает их силу. Самые большие камни следует укладывать в половине высоты прилива, где бывают самые сильные удары волн. Когда больверк строится на большой глубине, то откосам ниже самого низкого горизонта воды рекомендуется давать три основания на одну высоту, а выше десять оснований[6].
- Больверки с крутыми откосами называются также морскими стенами и выводятся из бута на цементном растворе, с облицовкою стены, обращенной к морю, тёсаным камнем. Важна хорошая притёска камня и полнота цементного шва, чтобы он был непроницаем для воды, которая своим давлением производит разрушение кладки через неплотные швы. Иногда подмывающее действие волн уменьшают, делая лицо стены уступами, которые препятствуют отвесному падению воды[6].
- Смешанные больверки делают с целью сокращения расходов на постройку отвесных стен на большой глубине. Оба вышеописанные способа соединяются вместе, а именно: основание до горизонта низких вод делают с откосом в три основания, а выше устраивают широкую горизонтальную берму[10] и на ней уже выводится отвесная стена в расстоянии, равном удвоенной длине пологого откоса, а иногда и утроенной длине[6].